# Resolució 165 del Consell de Seguretat de les Nacions Unides
La Resolució 165 del Consell de Seguretat de les Nacions Unides, aprovada per unanimitat el 26 de setembre de 1961, després d'examinar l'aplicació de Sierra Leone per a ser membre de les Nacions Unides, el Consell va recomanar a l'Assemblea general que Sierra Leone fos admesa.